# Сен-Мишель (станция метро, Париж)
«Сен-Мишель» (фр. Saint-Michel) — станция 4-й линии парижского метрополитена. Открыта 9 января 1910 года, находится в V округе Парижа. На станции установлены платформенные раздвижные двери.
Со станции осуществляется переход на пересадочный узел RER «Сен-Мишель — Нотр-Дам» линий B и C, через который можно попасть на станцию линии 10 Клюни — Ля-Сорбонн в обход пересадочного узла «Одеон».

## История
Станция «Сен-Мишель» имеет переход на станцию RER «Сен-Мишель-Нотр-Дам», открытый в 1979 году. Длина платформы — 110 метров, что немного длиннее обычных для 4-й линии 90-105 метровых станций. Находится под одноименным бульваром, в честь которого и получила своё название.
Пассажиропоток по станции по входу в 2011 году, по данным RATP, составил 9 159 024 человек. В 2013 году этот показатель снизился до 8 797 595 пассажиров (25 место по уровню входного пассажиропотока в Парижском метро).

## Достопримечательности
Вблизи станции метро «Сен-Мишель» расположены:
- Собор Парижской Богоматери
- Латинский квартал
- Фонтан Сен-Мишель

## Пересадка на наземный транспорт
- Автобусы 21, 24, 27, 38, 85, 96
- Noctilien N12, N13, N14, N21, N122, N145

## Галерея
- Вход на станцию
- Вид на станцию сверху
- Отъезжающий со станции поезд